# Drosophila ponera
Drosophila ponera este o specie de muște din genul Drosophila, familia Drosophilidae, descrisă de Tsacas și David în anul 1975. Conform Catalogue of Life specia Drosophila ponera nu are subspecii cunoscute.